# Rafina-Pikiermi
Rafina-Pikiermi (gr. Δήμος Ραφήνας-Πικερμίου, Dimos Rafinas-Pikiermiu) – gmina w Grecji, w administracji zdecentralizowanej Attyka, w regionie Attyka, w jednostce regionalnej Attyka Wschodnia. Siedzibą gminy jest Rafina. W 2011 roku liczyła 20 266 mieszkańców. W skład gminy wchodzą miejscowości: Dioni, Drafi, Pikiermi, Kalitechnupoli i Rafina. Powstała 1 stycznia 2011 roku w wyniku połączenia dotychczasowej gminy Rafina i wspólnoty Pikiermi.